# Алба Молина
Алба Молина Монтоя (на испански: Alba Molina Montoya) е испанска певица от цигански произход, изпълнителка в стил фламенко, хип-хоп и попмузика. Дъщеря е на фламенко двойката Лоле Монтоя и Мануел Молина. Сътрудничи си с музикалната група Las Niñas от края на 90-те години на XX век, а по-късно с испанския китарист Рикардо Морено, продуцирайки Tucara (2009). Тя отдава почит към родителите си с албумите Alba canta a Lole y Manuel (2016) и Caminando con Manuel (2017).

## Биография
Родена е на 26 ноември 1978 г. в град Севиля, Испания. Тя е дъщеря на фламенко изпълнителите Лоле Монтоя Родригес (р. 1954) и Мануел Молина Хименес (1948 – 2015) и внучка на Антония Родригес Морено (1936 – 2018), фламенко певица и танцьорка от цигански произход, известна с псевдонима Ла Негра.
Първата изява на Молина е, когато на 12-годишна възраст се изявява като модел. Две години по-късно тя печели титлата „Мис Елегантност“ на конкурса за красота в град Херес де ла Фронтера. През 1998 г. стартира музикалната си кариера като певица, издавайки първия си сингъл Despacito. В началото на XXI век заедно с Аурора Пауър и Вики Г. Луна пее за група Las Niñas, съчетавайки стиловете фламенко с поп. В допълнение към няколко сингъла певиците издават албумите Ojú (2003) и Savia Negra (2005).